# Ellen Olms
Ellen Olms (geb. Paske; * 17. April 1950 in Emden) ist eine deutsche Politikerin. Sie war von 1987 bis 1989 Mitglied des Deutschen Bundestags.

## Leben
Olms arbeitete nach einer Ausbildung zur Industriekauffrau zunächst als Vertriebssachbearbeiterin, später war sie Projektberaterin in einem Frauenzentrum. Sie trat 1978 der Alternativen Liste Berlin bei und war von 1985 bis 1986 Vorstandsmitglied der Partei. Von 1981 bis 1985 war sie Bezirksverordnete im Bezirk Tiergarten. Als Abgeordnete des Landes Berlin zog Olms 1987 in den Deutschen Bundestag ein, wo sie der Fraktion von Die Grünen angehörte. Am 20. Februar 1989 schied sie aufgrund des vereinbarten Rotationsprinzips aus dem Bundestag aus. Für sie rückte Sieglinde Frieß nach. Während ihrer Zeit im Bundestag war sie ab März 1988 Mitglied im Innenausschuss und im September 1988 kurzzeitig Mitglied im Finanzausschuss.